# Manzana para sidra
Las manzanas para sidra son un grupo de cultivares de manzana cultivados para su uso en la producción de sidra. Las manzanas de sidra se distinguen de las manzanas para consumo humano por su amargor o sequedad de sabor, cualidades que hacen que la fruta sea desagradable pero que puede ser útil en la sidrería. Se considera que algunas manzanas ocupan más de una categoría.
En el Reino Unido, la estación de investigación de Long Ashton clasificó las manzanas de sidra en 1903 en cuatro tipos principales según la proporción de taninos y ácido málico en la fruta. Para la producción de sidra es importante que la fruta contenga altos niveles de azúcar que fomenten la fermentación y el aumento de los niveles finales de alcohol. Por lo tanto, las manzanas de sidra a menudo tienen niveles de azúcar más altos que el postre y las manzanas de cocción. También se considera importante que las manzanas de sidra aporten taninos, que añaden profundidad al sabor de la sidra terminada.

## Clasificación

### Sistema de clasificación Long Ashton Research Station
En 1903, el profesor B.T.P. Barker, el primer director de la Estación de Investigación Long Ashton (LARS) en Bristol, Inglaterra, estableció un sistema de clasificación analítica para las manzanas de sidra basado en porcentajes de tanino y ácido málico en jugo prensado. Este sistema se divide en cuatro categorías, que son las siguientes:
| Clasificación      | Ácido málico (% p/v) | Tanino (% p/v) | Ejemplos                                                                | Comentarios |
| ------------------ | -------------------- | -------------- | ----------------------------------------------------------------------- | --- |
| Dulce (SW)         | <0.45 (bajo)         | <0.2 (bajo)    | Slack-ma-Girdle, Sweet Alford, Sweet Coppin, Northwood                  | Los dulces se definen por niveles bajos de ácido y tanino. La mayoría de las manzanas de postre también son dulces, aunque hay un grupo de cultivares de sidra con estas características. |
| Ácida (SH)         | >0.45 (alto)         | <0.2 (bajo)    | Crimson King, Tom Putt, Manzana marrón, Backwell Red                    | La alta acidez de las variedades ácidas, como las amargas, puede añadir "carácter" a la sidra. Si bien hay un grupo de manzanas de sidra ácidas, la mayoría de las manzanas de cocina también son ácidas, y las variedades de cocina tradicionales se utilizaban a menudo en la sidrería en el este de Inglaterra.                                                                                          |
| Agridulce (BSW)    | <0.45 (bajo)         | >0.2 (alto)    | Brown Snout, Dabinett, Yarlington Mill, Chisel Jersey, Hangdown         | Los cultivares agridulces son a menudo de origen europeo; a menudo se suponía que se originaban en el norte de Francia, y los cultivares agridulces eran a menudo referidos por los términos "francés" y "Norman" en los condados productores de sidra de Gloucestershire y Herefordshire respectivamente. Los niveles elevados de tanino añaden amargura o astringencia a la sidra, una cualidad deseable. |
| Amargoácidas (BSH) | >0.45 (alto)         | >0.2 (alto)    | Foxwhelp, silvestre de Virginia (Hewes), Kingston Black, Cap of Liberty | Con altos niveles de tanino y ácido, las amargas son particularmente adecuados para sidras monovariental. Junto con las tositas amargas, estas han sido históricamente conocidas como "escupidores" porque son naturalmente desagradables. |

El sistema de clasificación completo de Barker también incluía una clasificación de tres niveles de tanino: "completo" para una manzana con taninos pronunciados (por ejemplo, un "agridulce completo" como el Chisel Jersey o un "completo amargo" como el Red Soldier),"suave" para los taninos ligeros y "medio". Los taninos a veces se clasifican como "duros" o "blandos", para taninos amargos y astringentes respectivamente.
Las sidras británicas normalmente mezclan jugo de manzanas de múltiples categorías para asegurar una sidra terminada con un sabor equilibrado y para la mejor y más consistente calidad. Mientras que las sidras tradicionales se hicieron de cualquier manzana disponible localmente, la mezcla de azúcar, ácido y tanino requerido para una sidra exitosa es difícil de lograr de cualquier cultivar individual con la posible excepción de algunos amargos. Como las fresas son raras, un enfoque moderno común es utilizar una gama de variedades agridulces con algunos objetos punzantes, o una manzana de cocina como la fácilmente disponible Bramley, para equilibrar la acidez. Los agudos, con su alto contenido en ácido, también mantienen el pH de la sidra por debajo de 3.8 para evitar el deterioro; los dulces ayudan a proporcionar azúcar adecuada para la fermentación al contenido adecuado de alcohol.

### Sistema de clasificación francés
Además de la clasificación de Long Ashton Research Station, Charles Neal ha escrito sobre un sistema de clasificación francés. En Francia y España, el sistema tiene una categoría intermedia llamada acidulée o acidulada respectivamente, que a veces se utiliza para clasificar las manzanas de sidra que son semi-tart y tienen bajo contenido de tanino. Similar al sistema inglés, se consideran la acidez y los taninos, pero con el factor adicional de contenido de azúcar. Las manzanas se clasifican de la siguiente manera:
| Clasificación | Ácido málico (% p/v) | Tanino (% p/v) | Contenido de azúcar |
| ------------- | -------------------- | -------------- | ------------------- |
| Dulce         | <0.45 (bajo)         | <0.2 (bajo)    | Alto                |
| Agridulce     | <0.45 (bajo)         | >0.2 (alto)    | Alto                |
| Amargo        | <0.45 (bajo)         | >0.2 (alto)    | Bajo                |
| Ácido         | >0.45 (alto)         | <0.2 (bajo)    | Bajo                |

En los Estados Unidos, hay cuatro regiones donde las manzanas de sidra se cultivan en huertos: el noreste, el Atlántico medio, el medio oeste y el noroeste. De las veinte variedades de manzana de sidra más cultivadas, la mitad procede de Inglaterra, dos provienen de Francia, y el resto se originan en América. La mayoría de los cultivares de sidra especiales para sidras europeas son agridulce y amargos, que tienen un alto contenido de tanino. No hay una gran cantidad de cultivares con taninos altos fácilmente disponibles en los EE. UU. La mayoría de las sidras en los Estados Unidos están hechas de manzanas de postre sacrificadas que son generalmente dulces y afilados. No existe una clasificación sistemática de cultivares de manzana de América del Norte para fines de fabricación de sidra. Sin embargo, hay una base de datos para variedades de manzana llamada Sistema Nacional de Germplasmos Vegetales de los Estados Unidos (NPGS).

### Otras consideraciones de clasificación
Más allá del sistema Long Ashton o Inglés y el sistema francés para clasificar las manzanas de sidra, hay otras consideraciones para la caracterización. Otras medidas tomadas de variedades de manzana para su uso en la clasificación de la sidra incluyen pH, composición de polifenoles, nitrógeno asimilable de levadura (YAN), y concentración sólida soluble (oBrix). La nitidez de una manzana se ve afectada por el pH y la acidez valorable. La mayoría de los cultivares deben alcanzar niveles de pH de alrededor de 3,3 a 3,8 para ayudar en el proceso de fermentación, y las adiciones de ácido málico pueden ser necesarias si la manzana de sidra está por encima de este umbral deseado. Los sólidos solubles medidos en unidades de grados Brix se pueden utilizar para cuantificar el alcohol potencial que una levadura puede fermentar a partir del jugo inicial de la manzana de sidra. Esto se considera cuidadosamente en cultivares de áreas donde hay regulaciones fiscales sobre el porcentaje de alcohol por volumen que está contenido en estos productos. En los Estados Unidos, la "sidra dura" cae legalmente entre el 0,5% al 8,5% de alcohol por volumen de impuestos. Los cides que superen un nivel de sólidos solubles de 17o Brix estarán sujetos a niveles impositivos más altos clasificados en vino de sidra. En el Reino Unido, la sidra cae en dos tramos de derechos, con una tarifa plana de hasta el 7,4% de la ABV, y un tipo de derecho más alto para las sidras entre el 7,4% y el 8,5% ABV. La espuma es un componente intrincado, pero esencial, que se puede utilizar para evaluar la calidad general de una sidra y distinguir entre sidras naturales y brillantes. Químicamente, los polipéptidos hidrófobos contribuyen a la espuma inicial, el tamaño de la burbuja, la medida en que persiste, el número de sitios de nucleación y la espuma de la espuma (cuello de espuma). Estas composiciones y parámetros químicos se miden cuantitativamente a través de métricas como la altura de la espuma, la altura de estabilidad de la espuma y el tiempo de estabilidad. El perfil sensorial olfativo se utiliza para determinar el aroma específico de la sidra. La investigación todavía está en curso en este campo, pero los aromas que contribuyen a las percepciones sensoriales de la sidra provienen principalmente de los fenoles 4-ethyl guaiacol y 4-ethyl fenol.

## Estilos
La sidra se hace en varios países y se puede hacer de cualquier manzana. Históricamente los sabores preferidos y las variedades utilizadas para producir sidra han variado según la región. Muchas de las variedades de manzanas más tradicionales utilizadas para las sidras provienen o se derivan de las de Devon, Somerset y Herefordshire en Inglaterra, Normandía en Francia y Asturias en España, y estas áreas se consideran que tienen sus propios estilos de sidra ancha aunque las muchas excepciones hacen que esto sea más una nota al pie de página histórica. La sidra normanda suele ser naturalmente carbonatada y clara: las variedades de manzana de sidra asturiana son principalmente "afilados" o leves "agridulces", produciendo una sidra ligeramente ácida que se sirve habitualmente al ser vertida desde la altura en el vidrio para oxigenarla.
En el Reino Unido hay dos estilos amplios de sidra, determinados por los tipos de manzana disponibles. El estilo asociado con el este de Inglaterra (Anglia Oriental, Kent, Sussex) utilizaba el exceso de postres y manzanas de cocina y, por lo tanto, se caracterizaba por una sidra ácida y de cuerpo ligero. El otro estilo, utilizando cultivares específicos de manzana de sidra con niveles de tanino más altos, se asocia generalmente con el West Country, particularmente Somerset, y Tres Condados. Dentro de estos tipos amplios también hay una serie de estilos regionales más específicos. Las sidras de Devon a menudo se hacían en gran parte de dulces, los cultivares bajos en ácido y taninos que caracterizaban los huertos del condado. Los fabricantes de sidra de Devon también se especializaron en sidra "keeved", o sidra "coincidente", donde la fermentación se redujo a producir un acabado naturalmente dulce, aunque tales sidras eran generalmente destinadas al mercado de Londres y se prefería una sidra "áspera" seca y totalmente fermentada para el consumo doméstico. Las sidras Somerset, en cambio, han tendido a ser más fuertes y más tánicas. Los cultivares agridulces, conocidos localmente como manzanas "Jersey", eran típicos de Somerset, aunque la manzana más famosa del condado, Kingston Black, era un suave amargo. El condado de West Midland de Gloucestershire tradicionalmente favoreció las manzanas amargas, dando sidras fuertes con un bocado más alto de acidez y taninos: las vecinas Worcestershire y Herefordshire también favorecieron las manzanas ácidas de sidra, pero sus cultivadores también hicieron plantaciones de manzanas de doble propósito para aprovechar los mercados en los centros industriales cercanos.

### Cultivares de sidra monovarietales
Históricamente, las sidras se han hecho casi invariablemente a partir de la mezcla de variedades de manzana, y la práctica de hacer sidras de una sola variedad se considera en gran medida un enfoque moderno. Sólo un número muy pequeño de variedades de manzana se consideran capaces de hacer una buena sidra monovarietal. Estas frutas son designadas como de calidad "vintage", un término introducido por primera vez por Robert Hogg en 1888, y más popularizada por Barker en Long Ashton: debe entenderse como una referencia a la capacidad del cultivar para producir sabores complejos e interesantes, en lugar de en el sentido de que la "vintage" se utiliza en la vinificación.
- Sweet Coppin es un dulce originario de Devon;
- Sweet Alford es otra variedad dulce de Devon;
- Crimson King es un agudo, cultivado por primera vez en Somerset;
- Yarlington Mill es un agridulce, llamado así por el molino en Somerset, donde fue encontrado;
- Dabinett es un agridulce que lleva el nombre de William Dabinett, y es de Middle Lambrook, South Petherton, Somerset;
- Mayor es una antigua variedad agridulce, que se encuentra en los huertos en el sur de Devon y al este de las colinas de Blackdown en el sur de Somerset;[27]
- Broxwood Foxwhelp es un amargo de Herefordshire, probablemente un porte de la antigua variedad Foxwhelp
- Kingston Black es un amargo probablemente llamado así por el pueblo de Kingston, cerca de Taunton, Somerset;
- Stoke Red es un amargo originario del pueblo de Rodney Stoke en Somerset

Aunque se consideran adecuados para sidras de una sola variedad, también pueden contribuir bien a las mezclas.

## Composición

### Polifenoles y talinos
Los polifenoles son un componente importante de las sidras, aportando astringencia, amargura, estabilidad coloidal y color. El contenido en manzanas varía dependiendo del cultivar, las prácticas de producción y parte de la fruta, con la cáscara de una manzana que tiene más polifenoles que la carne. El polifenol primario en las manzanas es procyanidinas, seguido de ácidos hidroxicinámicos en la carne y flavonoles en la cáscara. Gran parte de los polifenoles de la fruta no se prensan en el jugo, ya que se unen a los polisacáridos en la pared celular de la fruta, llegando a unirse al orujo, cuando la pared celular se rompe durante el proceso de prensado. Las procyanidinas son especialmente propensas a la unión al orujo con alrededor del 30% extraído en el jugo. Las manzanas de sidra pueden tener cinco veces el contenido fenólico total en comparación con las manzanas de postre, pero hay un suministro limitado de manzanas agridulces y amargos en los Estados Unidos para satisfacer las necesidades de la industria de la sidra de rápido crecimiento. Algunos fabricantes de sidra añaden taninos exógenos para mejorar las características fenólicas, y los investigadores están trabajando en la mejora de la tecnología de extracción de polifenoles. En países con industrias de sidra más bien establecidas, como el Reino Unido y Francia, hay un suministro adecuado de manzanas de sidra de tanino alto. Aproximadamente la mitad de las manzanas procesadas para la sidra en Europa son frutas agridulces.

## Diseño del huerto

### Diseño tradicional del huerto

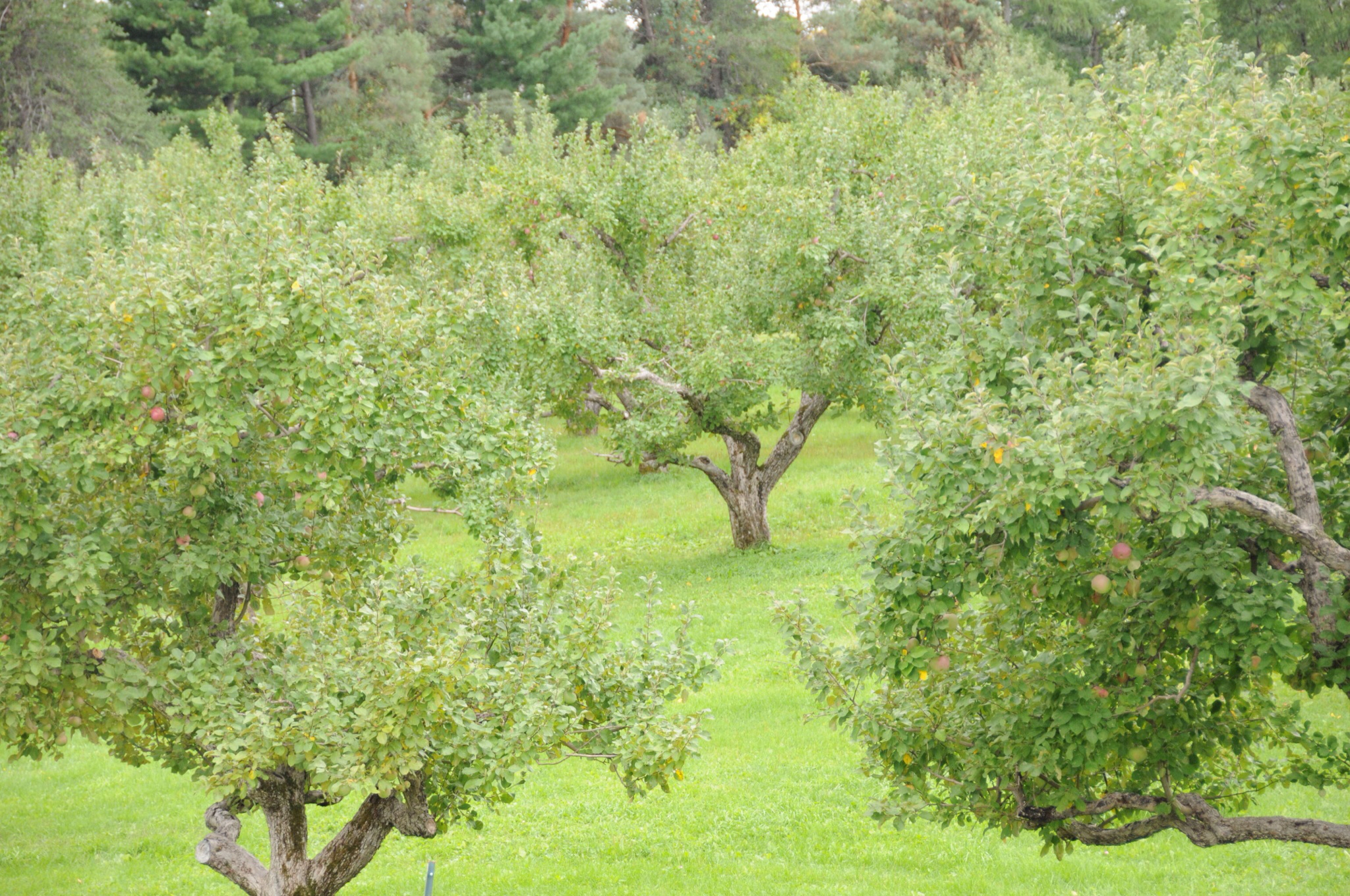
Antiguo huerto de manzanas en Ottawa, Canadá

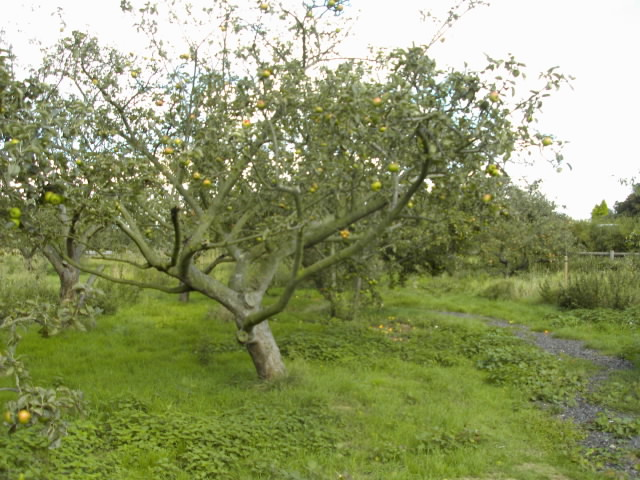
Huerto de manzanas tradicional en Eastwood, Essex

A finales de la década de 1950 se produjo un gran giro en el diseño de huertos de manzanas, donde antes de los estilos tradicionales de huerto se habían mantenido durante siglos. Los huertos tradicionales son ahora poco comunes, aunque todavía se pueden encontrar en lugares como España donde la mayoría de los cultivadores han mantenido sistemas tradicionales. Los huertos tradicionales fueron diseñados con un gran espacio entre árboles grandes individuales; (6-12 metros de altura y espaciados alrededor de 7,6-9 metros de distancia) típicamente, menos de 150 árboles por hectárea. Los árboles dentro de un huerto eran más variables en la edad; árboles individuales se cultivarían hasta que murieran y se plantaría un nuevo árbol en su lugar. Los árboles más viejos de los huertos tradicionales pueden crecer retorcidos y ahuecados durante toda la vida útil del árbol. Las grandes marquesinas en forma esférica (7,6 metros) de los métodos tradicionales difieren de varios sistemas de plantación que utilizan estilos cónicos, planos planos planos o en forma de V.
Los huertos tradicionales eran a menudo intercalados: era particularmente común utilizar un sistema silvopastoral que combinaba árboles frutales y pastos. Las hierbas naturales que formaban la maleza del huerto eran a menudo pastadas por ovejas o vacas: el "huerto de hierba" inglés estaba particularmente asociado con los distritos productores de sidra. Las técnicas de manejo no utilizaban fertilizantes ni productos químicos, excepto la fertilización natural del estiércol de ganado de pastoreo, y generalmente requerían menos entrenamiento que los sistemas modernos de alta densidad. La brotación de vástagos tuvo lugar en lo alto del árbol, típicamente usando portainjertos vigorosos o plántulas. Se ha encontrado que los huertos tradicionales producen manzanas con menor contenido de nitrógeno y mayores niveles de polifenólica.
En los últimos años, ha habido una disminución en el número de huertos tradicionales de sidra y una pérdida correspondiente de conocimientos sobre el diseño de huertos entre generaciones de productores de manzanas. Los huertos tradicionales, por ejemplo, han disminuido en un 20% desde 1994 en partes de Alemania. La disminución se atribuye en parte a las altas demandas de mantenimiento de los árboles grandes y a las limitaciones físicas para los recolectores de manzanas, el bajo rendimiento (10-12 toneladas por hectárea), el lento cultivo de árboles (15 años en comparación con el promedio de 8 años de huertos de alta densidad,) y los cambios históricos en las preferencias regionales de alcohol. Durante la década de 1950, Francia subsidiaba a los cultivadores que se convirtieron en huertos de alta densidad. En la década de 1990, la mayor parte de Francia ya no utilizaba estilos tradicionales de huertos. En la década de 1970, los huertos de estilo tradicional sólo se utilizaban para hacer el 25% de la sidra en el Reino Unido.

### Huertos de Bush

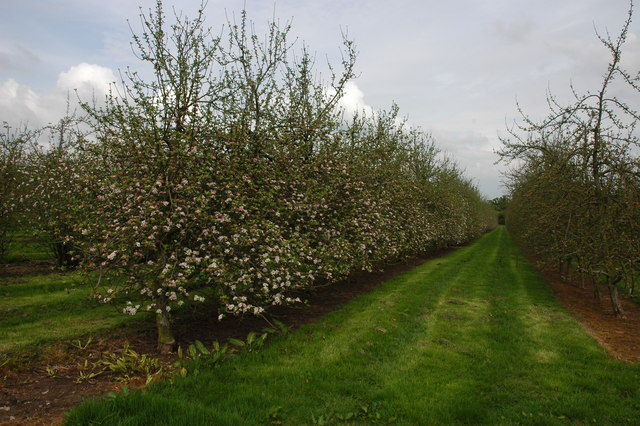
Un huerto cerca de Cowleigh, Reino Unido.

En respuesta a la creciente demanda de manzanas de sidra en el Reino Unido en la década de 1950, la Estación de Investigación De Long Ashton desarrolló el sistema de huertos de arbustos comúnmente utilizado en el Reino Unido hoy en día. Las variedades de manzana de sidra se injertan en portainjertos semienanizantes y alcanzan una altura máxima de 15 a 20 pies (4,5 a 6 m). Los árboles se plantan a una densidad de aproximadamente 750 por hectárea, con árboles espaciados de 2 a 3 m (6,5-10 pies) de distancia en filas de 5,5 m (18 pies) de ancho. Aunque están más densamente plantadas que un huerto tradicional, las hileras siguen siendo lo suficientemente anchas para que los tractores, cosechadores y otras máquinas accedan a las filas. A diferencia de un huerto de alta densidad, los árboles están de pie y no están apoyados por un enrejado. Los huertos de Bush pueden producir 2-3 veces más que un huerto tradicional, hasta 35-50 toneladas por hectárea. El estilo de huerto de arbustos se hizo especialmente popular en la década de 1970 después de que las empresas de sidra de H.P. Bulmer y Taunton establecieran esquemas de plantación de incentivos, que recompensaban a los agricultores por plantar huertos de arbustos de variedades de manzana de sidra. Hoy en día, aproximadamente dos tercios de las manzanas de sidra en el Reino Unido se cultivan en huertos de arbustos.

### Huertos de alta densidad

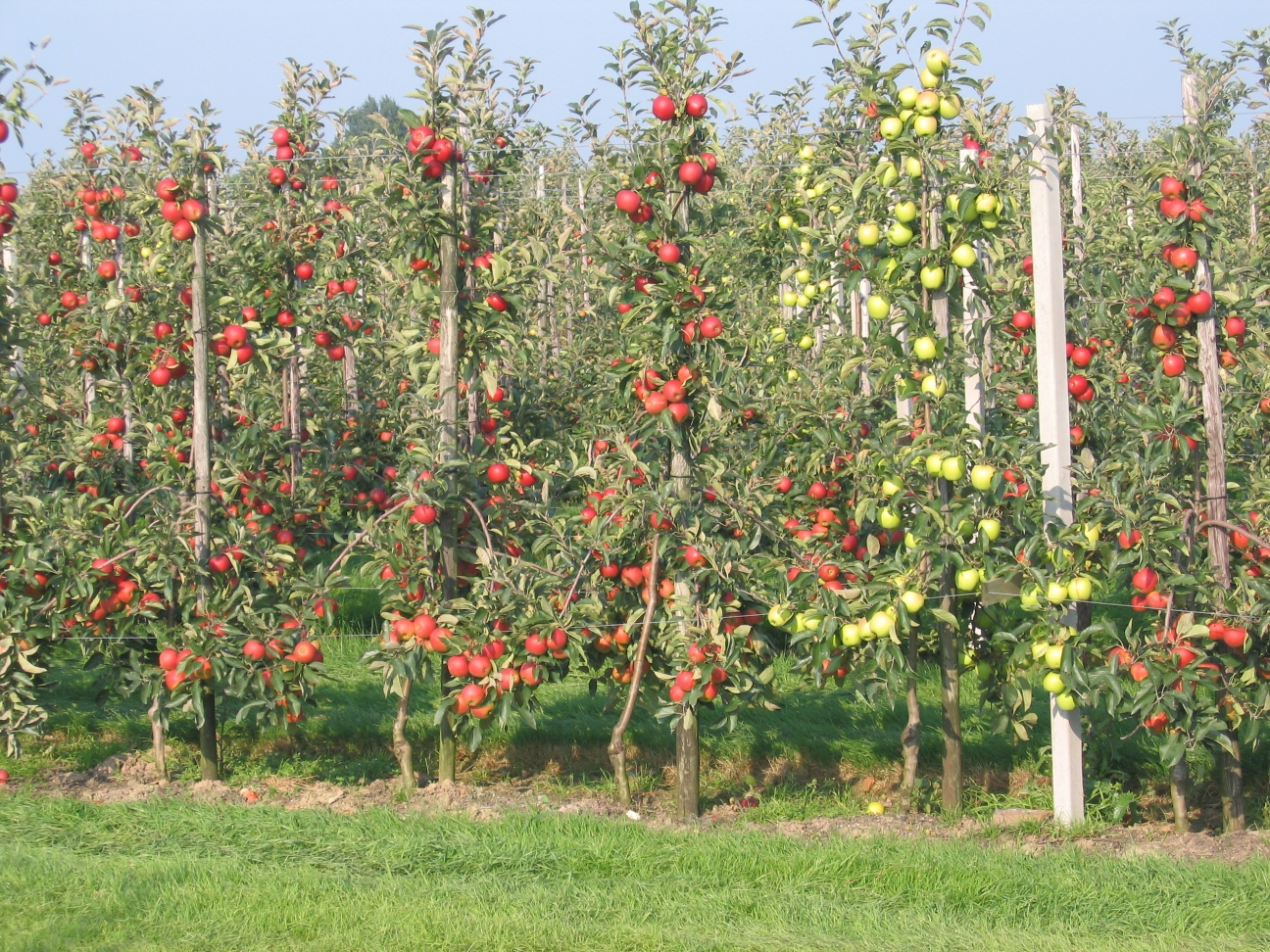
Manzanos en un moderno huerto de alta densidad.

La siembra de alta densidad se hizo popular en las décadas de 1960 y 1970, y es un método común de cultivo de manzanas de sidra fuera del Reino Unido. El huerto de alta densidad promedio contiene alrededor de 1.000 árboles por acre, aunque algunos huertos en Europa y el noroeste del Pacífico pueden contener hasta 9.000 árboles por acre. Los árboles en huertos de alta densidad son injertados en un precoz portainjerto enano que mantiene el árbol pequeño y fomenta la producción temprana de frutos, con árboles que a menudo tienen dentro de dos a tres años de plantación. Esto permite a los cultivadores llevar nuevas variedades de manzana al mercado más rápidamente de lo que podrían con diseños de huertos tradicionales y más espaciados que son más lentos de madurar. Debido a que los árboles cultivados en un portainjerto enano son pequeños y delgados, deben ser apoyados por un sistema de enrejado. Las filas se espa espaciados dependiendo de la altura del árbol maduro, por lo general la mitad de la altura del árbol más tres pies (aproximadamente 1 m). Los huertos de alta densidad son más eficientes en la mano de obra que los huertos tradicionales, ya que los trabajadores no necesitan subir escaleras durante el mantenimiento o la cosecha. La aplicación de plaguicidas también es más eficiente, ya que los productos químicos pueden ser aplicados por pulverizadores sobre la fila, sistemas fijos de dosel, u otros dispositivos que reducen los desechos de pesticidas.

### Tipos de árboles y sistemas de plantación
Con el paso a plantaciones de mayor densidad, se han desarrollado diferentes tipos de árboles y sistemas de plantación, y se utilizan en todo el mundo. Estos sistemas incluyen:
Los árboles líderes centrales se cultivan comúnmente en forma cónica, con un brote vertical central (el líder central), y ramas horizontales más grandes en la parte inferior disminuyendo a ramas más pequeñas cerca de la parte superior. Los árboles líderes centrales cultivados con portainjertos estándar o semi enanos son grandes y de pie, a diferencia de las plantaciones modernas de alta densidad. El sistema de líderes centrales se ha ajustado en los últimos años para adaptarse a los requisitos de los diseños modernos de huertos y plantaciones de alta densidad.
Un ejemplo de esto es el husillo delgado. Si bien hay diferentes formas, los árboles de husillo delgados tienen el mismo diseño cónico. Las ramas superiores se renuevan regularmente mediante poda, o se debilitan por flexión. Un portainjerto menos vigoroso se utiliza para limitar el crecimiento, creando un árbol más pequeño, generalmente estacado individualmente para el apoyo de cultivo pesado.
Los sistemas de ejes verticales y solaxe son similares tanto al líder central como al husillo delgado, y se han utilizado como una transición de plantaciones de baja densidad a plantaciones de alta densidad. El tamaño del árbol está determinado por el portainjerto, que va desde semi enano a totalmente enano. Los árboles requieren una forma de apoyo. Estos sistemas tienen como objetivo crear un equilibrio entre la fructificación y el crecimiento vegetativo, recibiendo una poda mínima. Solaxe utiliza la flexión de las extremidades para controlar el vigor, una modificación del eje vertical que utiliza la poda periódica.
El diseño del huerto super husillo utiliza la plantación de alta densidad, con hasta o más de 2000 árboles/ acres. Los beneficios de la alta densidad incluyen altos rendimientos tempranos con insumos reducidos como mano de obra debido a la reducción del trabajo manual y la capacidad de tener una alta recolección de producción durante la cosecha. Las plantaciones de alta densidad se cultivan con un sistema de enrejado para el soporte de árboles.
El husillo alto comparte muchos de los beneficios de alta densidad como super husillo, y es una combinación de husillo delgado, eje vertical, solaxe y sistemas de super husillo. Utiliza plantación de alta densidad en portainjertos de enanado con un rango entre 2.500 y 3.300 árboles/acre. Los sistemas de husillo alto utilizan una poda mínima en la siembra, y utilizan la flexión de ramas para controlar el crecimiento, y la poda de extremidades para renovar las ramas a medida que se vuelven demasiado grandes. Como la altura del árbol supera el 90% del espaciado de la fila, la calidad del fruto en las partes inferiores del árbol puede reducirse.